# جیانگشی–فوجیان شوروی
پایگاه انقلابی مرکزی (به چینی: 中央革命根据地) که با عناوین ناحیه مرکزی شورایی، شورای مرکزی، کیانگسی–فوکین شوروی یا جیانگشی–فوجیان شوروی شناخته‌می‌شد، یک دولت به رسمیت شناخته‌نشده بود که در طول جنگ داخلی چین در نوامبر ۱۹۳۱ توسط مائو تسه تونگ و چو ته تأسیس شده‌بود.
جیانگشی–فوجیان شوروی بخش‌های کوهستانی استان‌های جیانگشی و فوجیان چین را اشغال کرده‌بود و شهر روئیجین مرکز فرماندهی ستاد نظامی و مقر دولت شورایی چین بود. ارتش اول جبهه سرخ با توانمندی از ناحیه پایگاه جیانگشی–فوجیان دفاع کرد. ارتش سرخ و پایگاه انقلابی مرکزی به رهبری مستقیم مائو و چو ته مهمترین نقش را ایفا کرده‌بودند. این ناحیه سرانجام در سال ۱۹۳۴ توسط ارتش انقلابی ملی دولت کومینتانگ در پنجمین کمپین محاصره‌اش تسخیر شد.

## پیشینه
تاریخ منطقه مرکزی شوروی را می‌توان به مبارزات مسلحانه دهقانی به رهبری حزب کمونیست در جنوب جیانگشی و غرب فوجیان پس از کارزار شمالی ارتش انقلابی ملی در سال ۱۹۲۷ و پس از جدایی حزب کمونیست چین از دولت ناسیونالیست جستار کرد.
با حرکت نیروهای مسلح به رهبری مائو تسه تونگ و چو ته در سال ۱۹۲۹ و حرکت نیروهای نظامی به رهبری پنگ دیهوآ در سال ۱۹۳۰ به جنوب جیانگشی و غرب فوجیان، «جنبش شورایی» در این مناطق به‌سرعت توسعه پیدا کرد و ناحیه شورایی به تندی گسترش یافت.
در سپتامبر ۱۹۳۱ پس از دفاع موفقیت‌آمیز در برابر سومین عملیات محاصره و سرکوب ارتش انقلابی ملی، مناطق پایگاه انقلابی در جنوب جیانگشی و غرب فوجیان به یکدیگر پیوستند. در ماه نوامبر، جمهوری شوروی چین تأسیس شد و منطقه مرکزی شوروی به‌طور رسمی پایه‌ریزی شد.

## محدوده جغرافیایی

### تقسیم‌بندی تاریخی
به‌دلیل جنگ مرزهای منطقه مرکزی شوروی بی‌ثبات بود. در پاییز ۱۹۳۳ منطقه مرکزی شوروی به اوج خود رسید. این رژیم بر چهار دولت شوروی جیانگشی، فوجیان، فوجیان و جیانگشی، و گوانگدونگ و جیانگشی در سطح استان صلاحیت داشت. همچنین دارای ۶۰ شهرستان اداری بود و مساحتی در حدود ۸۴،۰۰۰ کیلومتر مربع داشت. جمعیت کل آن ۴.۵۳ میلیون نفر و در مجموع حدود ۱۳۰،۰۰۰ آن در حزب عضویت داشتند.

### بیانیه سال
برگزیده آثار مائو تسه تونگ—جلد چهارم—درباره وضعیت پس از پیروزی در جنگ ضد ژاپن و سیاست ما توسط انتشارات خلق در سپتامبر ۱۹۶۰ منتشر شد. مائو اظهار داشت: از نظر تاریخی، پس از اینکه ما سومین «کارزار محاصره و سرکوب» دشمن را تنها در نیمه دوم سال ۱۹۳۱ شکستیم، ۲۱ شهرستان در ناحیه مرکزی جیانگشی وجود داشت اما هیچ شهر متوسطی وجود نداشت. در تبصره ۱۲ این ماده آمده بود: بیست و یک شهرستان مذکور به روئیجین، هویچانگ، شونوو، آنیوان، شی‌فنگ، یودو، شینگوو، نینگدو، گوانچانگ، شیچنگ، لیچوان، جیانیگ، تاینینگ کانتی، نینگهوا، گیهوا، لانگیان، چانگتینگ، لیانچنگ، شانگهانگ، یانگدینگ اشاره دارد.

## فروپاشی
تا پاییز ۱۹۳۴، کمونیست‌ها با نابودی مواجه شدند و این وضعیت مائو تسه تونگ و حامیانش را متقاعد کرده بود که کمونیست‌ها باید پایگاه‌های خود در جمهوری شوروی چین را رها کنند. با این همه، رهبری نیروهای کمونیستی از پذیرش چشم‌انداز شکست خودداری کرد و همچنان امیدوار بود که نیروهای ملی‌گرا را شکست می‌دهد. کمیته سه نفره رهبری نیروهای کمونیست پس از یک عقب‌نشینی موقت، یک طرح انحرافی و یک گروه‌بندی مجدد را طراحی کرد. پس از گروه‌بندی مجدد، یک ضد حمله با نیروهای انحرافی قبلی آغاز می‌شود و ملی‌گراها را از جمهوری شوروی چین خارج می‌کند.
در ۱۶ اکتبر ارتش سرخ چین آنچه را که بعدها به‌عنوان راهپیمایی طولانی شناخته شد آغاز کرد و جمهوری شوروی چین را ترک گفت. ناسیونالیست‌ها زمانی که در ۵ نوامبر به شهر متروکه روئیجین رسیدند متوجه شدند که هفده روز پیش نیروی اصلی کمونیست پایگاه خود را ترک کرد. برای جلوگیری از وحشت، هدف از بسیاری از مردم—از جمله مائو تسه تونگ—مخفی نگاه داشته‌شد. به مردم گفته شده‌بود که بخشی از ارتش سرخ چین درگیر جنگ متحرک با نیروهای ملی‌گرا خواهند بود و این بخش از ارتش به «ارتش میدانی» تغییر نام داد.